# Az arany bűvöletében
Az arany bűvöletében (eredeti nyelven Les morfalous) Henri Verneuil 1984-ben forgatott francia-német, komikus elemekkel is ötvözött háborús filmje. A főbb szerepekben Jean-Paul Belmondo, Jacques Villeret, Michel Constantin és Matthias Habich látható. A film alapjául Pierre Siniac Les morfalous c. (magyarul: Dögevők) regénye szolgált.
A film 1984-ben a hat legnézettebb produkció közé tartozott Franciaországban, ennek ellenére anyagilag közepes sikert aratott. Mindez meglehetős visszaesésnek volt mondható az egy évvel korábban, 1983-ban bemutatott A kívülálló c. filmhez képest.

## Cselekmény
|  | Alább a cselekmény részletei következnek! |

1943-ban még tartanak a harcok Észak-Afrikában Rommel ellen, amikor a tunéziai El Ksourba kivezénylik a Francia Idegenlégió egyik egységét, amelynek soraiban ott van Pierre Augagneur őrmester (Jean-Paul Belmondo). Pierre a légió legügyesebb és legrátermettebb emberei közé tartozik. Remek képességeit tetézi rendkívüli merészsége, ami az erejét adja és meglehetős optimizmusa, mert ő is úgy véli, hogy „minden 100%-ot el nem érő veszteség relatív,” még akkor is, hogy az egység állományának „alig 90%-a pusztult el.”
A légió egységével egy főtiszt és egy szállítófurgon tart, de alighogy beérnek a harcok sújtotta, holttestekkel övezett város főterére, váratlan támadás éri őket. A támadás egy közelben álló régi arab várból jön, ahol az SS afrikai alakulatának támaszpontja van. Az SS-ek akna- és géppuskatűzzel brutálisan lemészárolják a légiósokat, kiknek főparancsnoka elsőként hal meg. Augagneur a legnagyobb golyózápor és felrobbanó aknák közepette hihetetlen módon menekül meg. Rajta kívül két közlegény, Boissier (Michel Creton) és Borzik (Maurice Auzel), valamint Édouard Mahuzard százados (Michel Constantin) élik túl a mészárlást és a helyi arab fürdő épületében lelnek menedékre. Boissier magyarázatot követel felettesétől, főleg mert a légió könnyelműen sétált be egy csapdába, szemben a felsőbb vezetés azt állította, hogy nincsenek németek El Ksourban. Mahuzard elmondja, hogy a szemközti épületben van a francia gyarmati bank aranya, azt kell elszállítani.
Az arany szó hallatán beindul Augagneur fantáziája. Gyanítható, hogy valami rosszban sántikál, ami nem közömbös Boissier számára sem. Mert Augagneur hiába rendelkezik átlagon felül képességekkel, mégsem megbízható katonája a légiónak. A fürdő mellékhelyiségében rábukkannak egy köpcös emberkére, Béral tizedesre (Jacques Villeret), aki anyámasszony katonája létére tüzérségi alakulatnál szolgál. Elmeséli, hogy egész addig tartották magukat az osztagával, amíg a levegőből rájuk nem támadt egy Stuka. Béral amellett, hogy ijedős, állandó hasmenéssel küszködik, mivel gyomorbélhurutja van.
Az est leszálltával Mahuzard és Borzik akcióba készülnek, hogy a sötétség leple alatt odakússzanak az egyik teherautóhoz, hogy robbanószert vegyenek le onnan. A vérengzés alatt nem volt idejük fegyvert szerezni, s csupán egy Bren típusú géppuskájuk van. Azonban az SS-ek kegyetlen parancsnoka, Ulrich Dieterle (Pierre Semmler) is minden áron meg akarja őket ölni. Éberen figyeli a terepet és keresi a túlélőket. Mahuzard és Borzik lebuknak, amikor egy jelzőrakéta megvilágítja őket. Az SS-ek ismét tüzet nyitnak, a teherautó felrobban és Borzik meghal. Mahuzard megmenekül és a bankban húzza meg magát, de társai őt is halottnak hiszik. Boissier szerint ágyú kellene, mert az SS teljesen védve van a várban és Béral csak ekkor közli velük, hogy osztagának a 108-as számú ágyúja megmaradt, igaz a vár mögött van, tőlük 400 méterre. Béral tüzér, de egyelőre nincs mód, hogy észrevétlenül átosonjanak az ágyúhoz.
Dieterle két embert küld, hogy öljék meg Augagneurt és Boissiert. Csakhogy a két SS katona, hiába elit, nem tud kifogni rajtuk és pórul járnak. Augagneur és Béral magukra öltik a német egyenruhát. Előbb a látszat kedvéért ellenőrzik a bankot, ahol rátalálnak Mahuzardra. Dieterle úgy véli, hogy végeztek, ezzel Augagneuréknek sikerül eljutniuk az ágyúhoz. Jól irányzott lövésekkel lerombolják a németek állását és minden SS elesik, kivéve Dieterlét, de ő annyira megsérül, hogy csak tehetetlen szemlélője marad a további eseményeknek.
Másnap Augagneurék eltemetik halott társaikat, de maguknak is csinálnak sírt, amelybe azonosítójeleiket hantolják el. Mahuzard az arany szállítását készíti elő, ami nem csekély összeg: 9 milliárd frank és sok múlik azon, hogy hová kerül. A századosnak feltűnik a három katona feltűnő jókedve, amint hangosan álmodoznak arról, mihez kezdenek az arannyal. Mahuzardt is megpróbálják rávenni, hogy csatlakozzon, ám Mahuzard Augagneurrel ellentétben hűséges katona és nem hajlandó kötélnek állni. Nyers módon, de nem elég meggyőzően próbálja rendre utasítani embereit, s figyelmezteti őket, hogy a trezort nem olyan egyszerű kinyitni, csak a biztonsági kóddal lehetséges. Ekkor érkezik meg a bankigazgató, François Laroche-Fréon (François Perrot) a helyszínre. A távolabb fekvő, szövetséges kézben levő Sfaxban hallották a múlt éjszaka az ágyúlövéseket, de nem tudták ki győzött. Mahuzard próbálja elmagyarázni az igazgatónak, hogy Augagneur meg akarja lovasítani az aranyat, míg az őrmester nyájas hangvétellel Laroche-Fréonnal akarja elhitetni, hogy a százados megbolondult, mert hatalmas nyomás nehezedik rá az elmúlt évek harcaitól, amiket odahaza Franciaországban, aztán Norvégiában, majd pedig itt a Szaharában vívott. Odáig fajul a dolog, hogy Augagneur és Mahuzard összeverekednek, s a százados alulmarad, Augagneur pedig bezárja az egyik irodába. Ezután megpróbálják kicsalni Laroche-Fréonból a kódszámot, de az igazgató nem árulja el, még akkor sem, amikor Boissier a géppuskáját a tarkójának szegezi. Megérkezik kocsival Laroche-Fréon csinos, fiatal felesége Hélène (Marie Laforêt) is, ami még jobb kedvre deríti Augagneurt. Rögvest kimegy kicsit incselkedni Madame Laroche-Fréonnak, akinek megtetszik az őrmester stílusa. Jóllehet a hölgy sem ismeri a kódszámot, de Boissier megkéri, hogy hozzon nekik kis uzsonnát, mert már korog a gyomruk. Hélène kocsijával magával viszi Pierre-t a lakásukra, ahol összeszed pár konzervet, némi kenyeret és kis bort. Hélène tudja, hogy Augagneurnek fáj a foga az aranyra, s ő is meg akarja magának szerezni. Szerinte a férje nagyon makacs, csak a házasságuk idején nem tudott nemet mondani.
Laroche-Fréon mást nem tehet, csak kivár. Mahuzard a zárt ajtók mögül figyelmezteti az igazgatót, hogy Augagneur hatalmas nőcsábász, sajátos hősmesékkel traktálja a férjes asszonyokat, hogy hogyan lett az egyszerű Le Valois-beli legényből a légió katonája a német megszállást követően. Egy időre Béral magára marad a bankban, s ő őrzi Mahuzardt. Béral nem ellenséges a századossal, annak ellenére sem, hogy  Augagneurt segíti az arany elrablásában. Elmondja a századosnak, hogy saját hentesüzletről álmodik, mivel régi hentes famíliából származik. Van menyasszonya is, s mialatt felvonultatja saját, jövőről szőt elképzeléseit Mahuzard is előáll saját cselével, amelyhez kitűnő alany a nyúlszívű Béral. Ő sokkal sötétebb jövőt fest le a tüzérnek, ahol nem saját hentesbolt és aranyos feleség várja, hanem az ítélőszék, a siralomház, majd pedig a laktanya udvara, ahol a kivégzőosztag sorakozik fel előtte. Híján múlik, hogy a gyáva Béral össze nem fossa magát a százados szavainak hatása alatt és kiengedi Mahuzardt.
Augagneur és Hélène kellemes őgyelgését közben ágyúlövés zavarja meg. Egy SK-105 vágtat a ház elé és kiszáll belőle Hélène daliás német szeretője, a ravasz Karl Brenner tankparancsnok (Matthias Habich), akivel még a el ksouri német megszállás idején ismerkedett össze. Karl két üveg pezsgőt is hozott magával és forró öleléssel kísért mély csókkal ragadja magához Hélènet. Ők ketten már korábban tervezték az arany ellopását. Öröme mégis meglepetésbe csap át, amikor Pierre ejti fogságba különösebb erőfeszítés nélkül. Megkötözve a kocsiba ülteti, hogy mint hadifoglyot elszállítsa. Hélène Pierre-t faggatja a tervéről az aranyat illetően: az őrmester Nigériába, vagy Algériába vinné az aranyat, ahol elrejti, de Hélène, akinek férje révén vannak pénzügyi tapasztalatai arra figyelmezteti, hogy az aranyrudat nehéz értékesíteni, mert azonosító számokkal van ellátva, így lenyomozható, ezért hosszú-hosszú éveket kellene várni, amíg a rablás elévül. Ő viszont ismer egy Turner nevű embert a Közel-Keleten, akinél készpénzre váltható az aranyrúd, ugyanakkor azt javasolja Augagneurnek, hogy ne hagyjon egy szemtanút se…
Amint visszatérnek a bankhoz, ott már Mazuhard fogadja Augagneur-t. Pierre csak megvető szemrehányásokat tesz Béralnak, aki maga se tudja már, hogy mitől féljen jobban. Pierret és Karl bezárják Boissier mellé az alagsori trezorokhoz. Augagneur mást nem tehet, csak vár, de még mindig reménykedik. Fenn Mahuzardék meguzsonnáznak, közben Hélène elkezdi ócsárolni a férjét, s mindennek lehordják egymást. Hélène a kocsiján mindenféle luxuskacatot cipel, köztük egy puha ágymatracot, amit a férje csak szemétnek tart. Az is kiderül, hogy Hélène prostituált volt, míg a férje a futtatója. Hélène még a Pierrerel való aznapi kalandjáról is beszámol. A veszekedést Mahuzard nem akarja hallgatni és egy alkalmas pillanatban Hélène kicsempészi trezor cellájának kulcsát kabátja zsebéből és egy konzerv vagdalthús közé rejti. Az ételt a gyanútlan Mahuzard viszi el Pierrékhez, akin még gúnyolódik is azzal, hogy az ő „Júliája” prostituált. Alighogy távozik Pierre, Boissier és immár a cimborájukká vált Karl megszöknek. Laroche-Fréon utasítást ad Mahuzardnak és Béralnak a furgon előkészítésére, míg ő a trezorból kivontatja az aranyat.
Amint az arany a furgonban van Laroche-Fréon még félreáll legazolni egy bombatölcsérnél, ám véletlenül rávizel egy sérült villanyvezetékre. Az áramütéstől pedig azon nyomban meghal. Mahuzardnak nemcsak a halott igazgatóval gyűlik meg a baja, de feltűnik Brenner tankja, benne ott ül Pierre és Boissier is. A sebesült Dieterle a várból figyeli a tankot, de nem tudja mire vélni a jelenlétét. Augagneur távcsövön kiszúrja az SS parancsnokot, majd egy lövést ad le a tank lövegjével, ezzel bevégződik az utolsó el ksouri SS-nek is. Augagneur a furgonhoz küldi Boissiert és figyelmezteti Mahuzardt, hogy ne tegyen semmi meggondolatlant. De amint Boissier háttal áll a századosnak, az hátba lövi, azonban nem marad annyi ideje, hogy elmeneküljön az arannyal, mert Karl utánaereszt egy lövést. Mahuzarddal együtt a betoji Béral is a levegőbe repül, aki a furgon rakterében tartózkodik.
Immár hárman maradtak. Augagneur bánkódik Boissier miatt, mert a legmegbízhatóbb társát vesztette el, de Karl rögvest új partnernek jelentkezik, aki behízelgi magát Pierrenél. Az Hélène által javasolt Turner túl messze van, ezért Karl javasolja a saját cimboráját, a bugandai kiválasztott néven elhíresült Alcide Kalouande-t, aki közönséges drogkereskedő. Ez az ember egy délre fekvő városban tartózkodik és már meg is állapodott vele. Karl egy ügyes manővert gondolt ki, amellyel az olasz hadsereggel a hátuk mögött, az amerikai és angol-francia erők között lavírozva, s elsurranva a hátráló Afrikakorps orra előtt eljutnának Alcidehoz. Hélènere már nem lehet számítani, mert fény derül arra, hogy miközben Pierrett Karl likvidálására ösztönözte, titokban Karlt is arra kérte, hogy ölje meg Pierret. Ezért az aranyat a két jómadár a tankba pakolja, míg Hélènenek szánalomból otthagynak 9 aranyrudat. A távozó tank után a dühös Hélène sírva szórja a szitkait.
Az úton Pierre és Karl beszédbe elegyednek, de nem alakul ki túlzottan mély bizalom közöttük. Rövidesen a tanknak üzemanyagra lesz szüksége. Karl ismer egy üzemanyag lerakatot, ahol utánpótlást vételezhetnek. Pierret arra kéri, hogy szálljon ki a járműből és próbáljon átosonni a táboron. Pierre magára ölt egy német közlegényi egyenruhát és magával viszi a tankban található valamennyi TNT-t, nehogy Karl meggondolja magát és palira vegye. A tankot a táborban feltöltik, míg a parancsnok (Gérard Buhr) szigorúan faggatja Karlt. Karl egy szigorúan titkos misszióra hivatkozik, erre a parancsnok az irodába indul, hogy ellenőrizhesse. Odabenn már várja őt Augagneur és a zsebeibe, valamint a mundérja alá pakolja a TNT-t, majd felszólítja, hogy engedje tovább haladni a tankot, különben felrobbantja őt is és a tábort is, ahol amúgy is sok a gyúlékony üzemanyag. A parancsnok kénytelen tovább engedni a tankot, de Karl nem veszi fel a társát, hanem egyszerűen elszáguld.
Karl azt hiszi eltaposta, vagy legalábbis lezárta Pierret, ám másnap kínos meglepetés éri, mert a tengerparton találja magát. Vélhetően eltévesztette az irányt, de ezen már nem töprenghet sokat, mert felbukkan Augagneur is, aki éjszaka felugrott a tankra, felkészülve minden eshetőségre. Karltól elszedi az uniformist és a rangjelzéseket, majd egy szál alsóneműben a tengerparton hagyja, s folytatja az útját délnek. Találkozik is a várostól nem messze Alcide-dal (Junior John David), akiről kiderül, hogy afroamerikai. Hamar szó kerekedik közöttük. Alcide nem firtatja mi lett Karllal, őt csak az arany érdekli. Az üzlet megköttetik: Alcide kész 68 ezer dollárt fizetni az aranyrudakért Pierrenek és némi elemózsiát is biztosítani.
Másnap hajnalban, míg Pierre a tankban szunyókál, zörgetnek a tank fedelén. Pierre nagy örömmel bújik elő, de hamar leesik az álla, mert Alcide helyett egy hadsereg fogadja: mind amerikaiak, akik fegyverek sokaságával veszik körbe a tankot. Ám Pierre improvizál és gyorsan előkapja légiós sapkáját. Eztán mint hőst kezdik ünnepelni, aki megmentette az a francia észak-afrikai bank aranykészletét, ha nem is teljesen hiánytalanul. Augagneurt felettesei külön dicséretben részesítik és a bankegyesület elnöke Chanterelle (Robert Lombard) is külön gratulál neki. Chanterellenek is szemrevaló, fiatal felesége van (Caroline Silhol), akivel Augagneurt azon nyomban flörtölni kezd. A szokásos meséjén túl beszél neki az el ksouri kalandról is a maga szemszögéből: mesél Hélèneről és a tragikusan elhunyt Laroche-Fréonról. Augagneur szerint mostanra Hélène, mint a „sivatag bolondja” zavarodottan jár-kél, s delíriumában képtelen dolgokat beszél rabló légiósokról és eltérített német tankról. Szóba hozza, hogy még őt is összetévesztette valakivel. Madame Chanterelle elhiszi a lebilincselő történetet és kilátásba helyezi, hogy próbál intézkedni az ügyben. Szüksége is van erre Augagneurnek, ha nem akar bajba kerülni, mert a távolból megpillantja a város felé közeledni Hélène kocsiját…
A film Madam Chaterelle Augagneurhöz intézett kérdésével zárul, hogy voltaképpen ki is ő. Feleletként Blaise Cendrars Az arany c. művéből származó idézet jelenik meg: A világ leggazdagabb embere voltam, az arany tönkretett. (J'étais l'homme le plus riche du monde, l'or m'a ruiné).

## Szereplők
| Színész                              | Szerep                                        | Magyar hang     |
| ------------------------------------ | --------------------------------------------- | --------------- |
| Jean-Paul Belmondo                   | Pierre Augagneur őrmester                     | Gáti Oszkár     |
| Jacques Villeret                     | Béral tizedes                                 | Józsa Imre      |
| Michel Constantin                    | Édouard Mahuzard százados                     | Vass Gábor      |
| Matthias Habich                      | Karl Brenner hadnagy                          | Ujréti László   |
| Michel Creton                        | Boissier                                      | Felföldi László |
| Maurice Auzel                        | Borzik                                        |                 |
| François Perrot                      | François Laroche-Fréon el ksouri bankigazgató | Buss Gyula      |
| Marie Laforêt                        | Hélène Laroche-Fréon, a bankigazgató felesége | Pápai Erika     |
| Junior David John                    | Alcide Kalouande drogkereskedő, szélhámos     | Hankó Attila    |
| Pierre Semmler (Peter Semmler néven) | Ulrich Dieterle kapitány, SS parancsnok       |                 |
| Gérard Buhr                          | az üzemanyag lerakat német parancsnoka        | Varga Tamás     |
| Michel Beaune                        | francia tábornok                              | Simon György    |
| Robert Lombard                       | Chanterelle bankszövetségi elnök              | Kárpáti Tibor   |
| Caroline Silhol                      | Madame Chaterelle, Chanterelle elnök felesége | Andresz Kati    |
| Michel Berreur                       | légiós a csapatszállító jármű géppuskájánál   |                 |
| Hans Verner                          | német ezredes                                 |                 |

## A film készítése

### Forgatási helyszín
A film külső jeleneteihez eredeti tunéziai helyszínt használtak fel, amely francia gyarmatként 1956-ban nyerte el függetlenségét. Az egyes belső jeleneteket, mint a bankban lejátszódó epizódokat párizsi stúdióban vették fel, amely Billancourtban volt.

### A film fogadtatása
A készítőkre jelentős hatást gyakorolt az 1970-es Kelly hősei c. amerikai-jugoszláv háborús film. A klasszikusnak számító darab meglehetősen parodisztikusnak mondható a műfajban: a katonákat a filmben egyéni célok vezérlik és nem politikai ügyek, vagy nemes elhatározások. Végül a céljukat el is érik a katonák és megszereznek egy tizennégyezer aranyrúdból álló konvojt.
Belmondo az 1970-es évektől már többnyire olyan filmekben szerepelt, amelyek épp az adott műfaj gúnyrajzát képezték, elég csak a Zsaru vagy csirkefogó? c. filmre gondolni. Az arany bűvöletében c. film cselekménye is a bohózat zsánerű filmek közé tartozik, amelyben a humort fokozni igyekszik, hogy a főhős elképzelésével ellentétben nem lesz az ebül szerzett arany birtokosa, mint Kelly és bajtársai, hanem akaratlanul is de visszaadja honfitársainak a jogos tulajdont. Ráadásul a gazembert hősként kezdik ünnepelni, de jövője bizonytalan marad. Erre utal a film végén látható Cendrars-idézet is. Belmondo 1981-es A profi c. filmje sem a szerencsés végkifejlettel, hanem a főszereplő tragikus halálával zárul.
Más Belmondo-filmek is nem egyszer zárulnak irodalmi idézetekkel. Az 1976-ban forgatott A fejvadász c. krimiben a film Oscar Wilde egyik sorával végződik, amely szintén érinti a vagyonosodás és az emberi erkölcs kérdését.
Az Hélène-t játszó Marie Laforêt énekesnő már volt partnere Belmondonak a Zsaru vagy csirkefogó? c. filmben, mint Edmonde Puget-Rostand, aki futó kapcsolatba kerül Belmondoval. További közös filmjük még a Kellemes húsvéti ünnepeket! Michel Creton, Boissier megformálója még egy filmben volt, igaz csak nagy rövid ideig Belmondo partnere. A magányos zsaru c. 1989-es krimiben Belmondo és Creton egy rendőrpárost játszik, akik egymás legjobb barátai: Stan és Simon. Egész addig, amíg egy pszichopata bűnöző orvul meg nem gyilkolja Simont, ám Stan bosszút esküszik ellene.
Michel Constantin és Belmondo sem először dolgozott együtt. 1972-ből ismert közös filmjük, A bajhozó José Giovanni rendezésében, amelyben Claudia Cardinale is feltűnik.
A film harminc millió frank bevételt hozott a készítőinek, ami éppen hogy megtérítette a készítés költségeit. Franciaországban több mint három és fél millió ember látta a mozikban, Nyugat-Németországban hétszázezren. A kritikusok is erős kifogásokkal éltek, leginkább a véres erőszak közé beágyazódó, erőtlen humorú gyatra dialógusokat érte sok kritika. Henri Verneuil és Belmondo már dolgozott együtt korábban, amikor is sikerfilmeket produkált az együttműködésük, mint a látványos jelenetekkel tarkított Félelem a város felett c. krimi.

## Érdekességek
- Blaise Cendrars, akitől a film mottójául szolgáló idézet is származik, szintén egy kalandos életpályát futott be. Ő maga is volt idegenlégiós és harcolt az első világháborúban, míg a második világégés során hadi tudósító volt. Viszontagságairól és élményeiről több önéletrajzi művet is írt.
- Mialatt Mahuzard be van zárva rádiót hallgat, amin Edith Piaf 1940-es sanzonját a L' Accordéoniste adják. A számot Michel Emer írta Piafnak még katonaszolgálata alatt, aki bálványozta az énekesnőt. Emer alkotását nem sokkal azután fogadta el Piaf, mielőtt a férfi a frontra indult. A stúdió-munkák pedig nagyjából akkor kezdődtek, amikor elindult a német invázió Franciaország ellen.
- A film története bizonyos mértékig igazodik a Piaf-sanzonban elénekelt történet csavarosságához: az utcalány, akinek zenész szerelme a háborúba indul, de reményekkel telve várja vissza, terveket szövögetve. De a tervek nem úgy alakulnak és az élet rossz tréfát űz: a lény pedig ugyanott marad, ahol volt és ugyanarra a zenére táncol és táncol egyfolytában